# オニイトマキエイ
オニイトマキエイ（鬼糸巻鱝、鬼糸巻鱏、学名: Mobula birostris）は、軟骨魚綱トビエイ目イトマキエイ科イトマキエイ属（トビエイ科オニイトマキエイ属とする説もあり）に分類されるエイ。かつてナンヨウマンタ(Mobula alfredi)と混同されていた。
英語では「マント」に由来する Mantaの名称を持ち、日本でもマンタと呼ばれることが多い。大きいものでは体の横幅8m、体重3tに達する。熱帯の海のごく表層を遊泳し、泳ぎながらプランクトンを食べる。毒針は無い。

## 分布
世界中の熱帯・亜熱帯海域、特にサンゴ礁周辺に生息する。普段は外洋の表層を遊泳するが、沿岸域でも見られる。
1979 - 2009年にかけて沖縄美ら海水族館と海遊館が沖縄県と高知県で採集・記録したオニイトマキエイ類35個体のうち、狭義の本種は4個体のみとされる。

## 形態

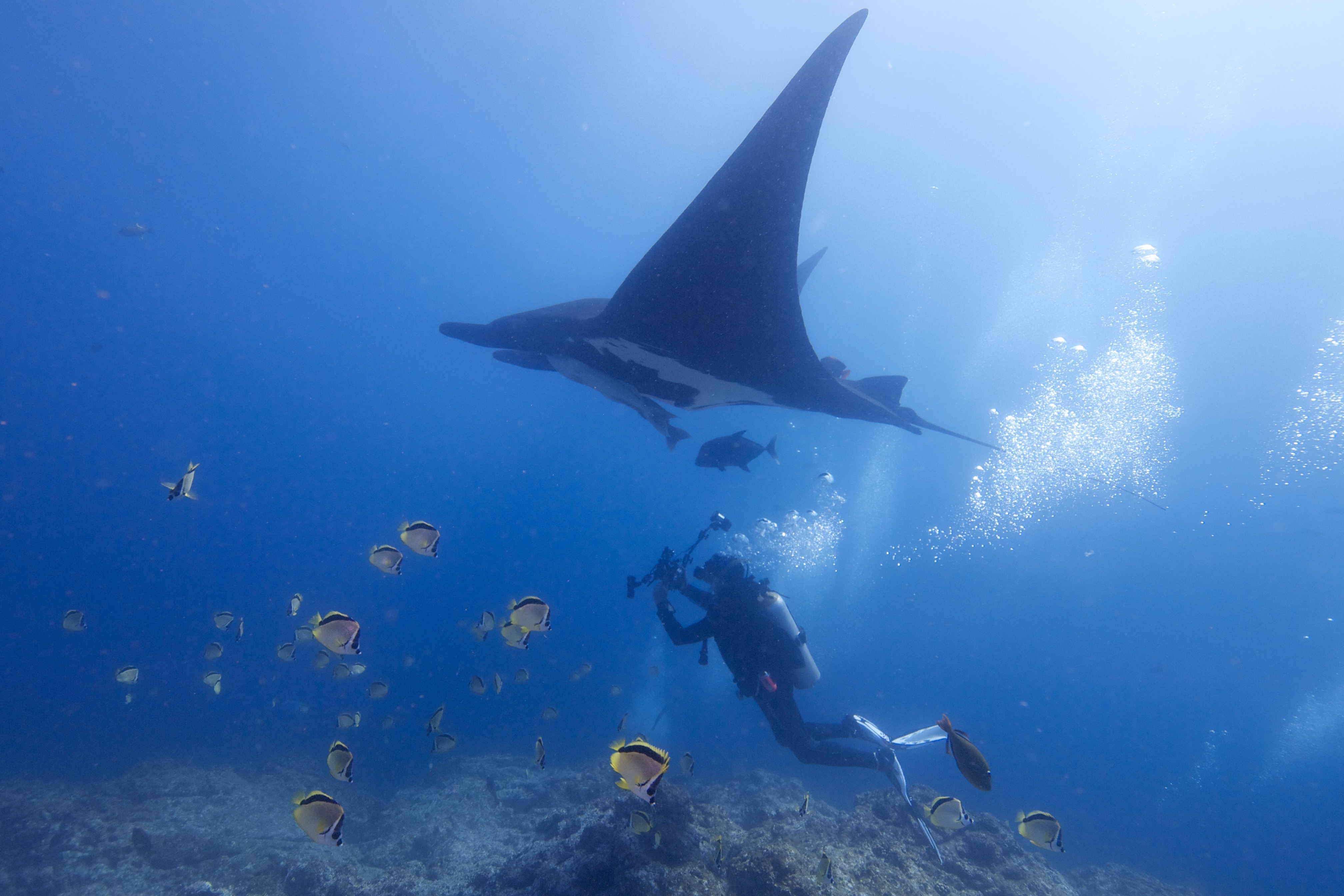
人の大きさと比較

体盤幅450センチメートル。最大体盤幅910センチメートル。最大体重3トン。鱗（楯鱗）は、複数の尖頭が重なるように密集する。体盤の表面には、溝状の構造がみられる。体盤背面の白色斑の前縁は、口裂に対し平行で直線的。口裂の周辺は黒い。
歯は幅広く、比較的密集し互いに接する。
体の形は他のイトマキエイ類と同じく扁平な菱形で、細長い尾を持つ。体色は基本的に背側が黒色、腹側が白色だが、各々の個体によって異なる斑点や擦り傷などが見られ、個体識別の際の目印となっている。まれに全身が黒色の個体も見られ、ダイバーの間ではブラック・マンタと呼ばれている。
頭部先端の両側には、胸鰭由来の頭鰭（とうき）と呼ばれるヘラ状の特殊な鰭が一対ある。これは、伸ばしたり丸めたりと自由に形を変形でき、餌を取るのに役立っているものと考えられている。
近縁種のナンヨウマンタとの違いとして背中の模様、大きさ、腹部の模様などが上げられる。
基本的に体格はオニイトマキエイのほうが大きく鰭幅が広い。オニイトマキエイは背中の模様が直線的(T字型)で口元が黒い個体が多く腹部は鰓下に黒い模様と黒色のまとまった斑点模様がある。ナンヨウマンタは背中の模様が曲線的(Y字型)でグラデーションがあり、口元が白、もしくは灰色で腹部は鰓上含めまばらの斑点模様がある。
口元は白く鰓を含めた腹部全体に様々な無彩色の斑点模様があり、この腹部の模様で個体識別が可能である。
顕微鏡や解剖による観察が必要となるが皮膚や歯並びが大きく異っており、幅広く互いに接する程度に並んでいるのがオニイトマキエイで、細くまばらに並んでいるのがナンヨウマンタである。
イトマキエイとよく似るが従来のイトマキエイ属とは形状が異なっており従来の種に比べ頭部の比率が大きく口、頭鰭も大きい。
また、イトマキエイとは口の位置が大きく異なっており従来のイトマキエイ属は頭部腹面に口が付いているが本種は頭部前縁、頭の真正面についている。

## 分類
以前は本種のみで、オニイトマキエイ属Mantaを構成するとされていた。2009年にシノニムとされていたManta alfrediを復活する説が提唱された。2010年に本種およびM. alfrediはどちらも日本近海で確認例があること・日本国内の3施設（エプソン品川アクアスタジアム・沖縄美ら海水族館・海遊館）で飼育されていたオニイトマキエイ類8頭が全てM. alfrediであることが判明し、M. alfrediに対する和名としてナンヨウマンタが提唱された。2017年に発表されたミトコンドリアDNAと核DNAの分子系統解析ではイトマキエイ属がオニイトマキエイ属を含まない偽系統群という解析結果が得られたため、イトマキエイ属にオニイトマキエイ属を含む説が提唱された。一方でFishes of the world 5th editionではオニイトマキエイ属を認め、オニイトマキエイ属とイトマキエイ属をトビエイ科に分類している。

## 生態

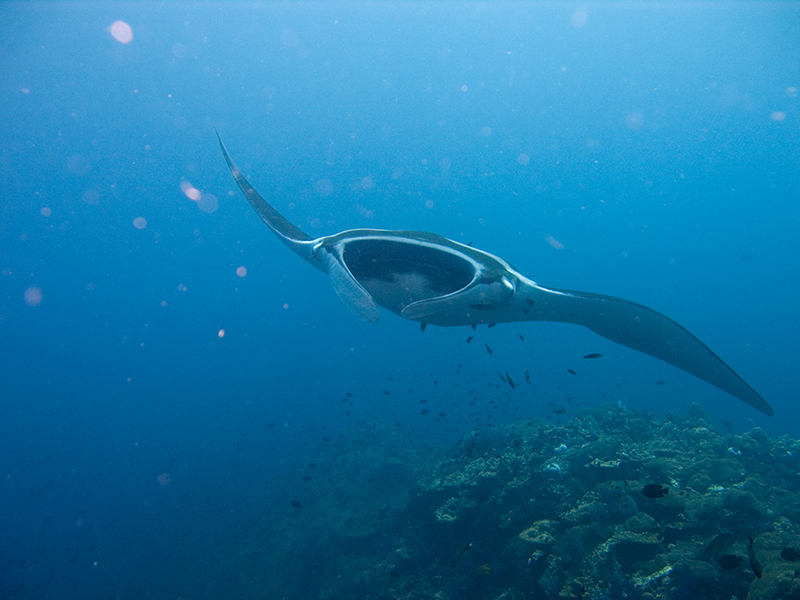
正面から見たオニイトマキエイ

泳ぐときは大きな胸鰭を上下に羽ばたくように動かし、比較的ゆっくりと進む。しかし餌となるプランクトンの集団を見つけたときは速いスピードで、何度も宙返りするように上下方向に旋回を行う。このときは大きな口を開けて海水と一緒にプランクトンを吸い込み、鰓でプランクトンだけを濾しとって余分な海水は鰓裂から排出する。
またダイバーの出す気泡に反応して、宙返りを見せることもある。他の特異な行動として、時折、海面からジャンプすることが知られている。何トンもの巨体が水中から跳び空中に舞うためには相当なエネルギーを必要とするはずであるが、何のための行動なのかはよく分かっていない。寄生虫を振り落とすためとも、子どもを出産するため、遊びの一貫ともいわれ、様々な説がある。
大海原を回遊するオニイトマキエイは単独で行動し、数尾のコバンザメやブリモドキを従えていることが多い。こうした魚は大きなオニイトマキエイにくっつくか寄り添うかして、長距離を移動する。旅の間は主人の食べ残しや糞、体についた寄生虫などを食べて栄養を得ている。
沿岸域では群になって泳ぐオニイトマキエイも見られる。これは繁殖のために集まっているものと考えられ、イワシなどのように敵から身を守るのが目的ではない。成体のオニイトマキエイは体格が大きいためほとんど天敵がおらず、ホホジロザメやヒラシュモクザメ、イタチザメなどの大型のサメや、オキゴンドウやシャチのような鯨類でも襲ってこない限り、捕食される心配はない。また、鰭に噛み付いたり群れの中でメスをオスが追いかけ回して求愛行動をするため鰭先にオスの噛み跡があるメス個体も多く確認されている。
他のイトマキエイ属と同様に繁殖は卵胎生で、一度に1 - 2尾の子どもを産む。
妊娠期間は13か月前後で、子は子宮内で未受精卵や脂質子宮液「ミルク」を栄養源に成長し、総排出腔から出産をする。産まれたときすでに体盤幅1m1.5m - 1.2m、体重50kg前後の大きさがある。その後も急激に成長し、およそ10年〜20年で成熟する。寿命は20年以上と見積もられているが50年以上、もしくは100年以上という主張もあるため詳しくはわかっていない。
脳化指数が高く、魚類の中では最も知能が発達した種の一つと考えられている。脳重量はジンベエザメのおおよそ10倍あり、魚類や変温動物の中では最大級の脳の質量と対比をしている。
2016年の実験で行われたミラーテストでは鏡に向かって回転や反復行動などの反応を示した。この事から鏡像を他の個体と識別していなかったとされ鏡像認知能力を持つ可能性が非常に高いとされている。

## 人間との関係

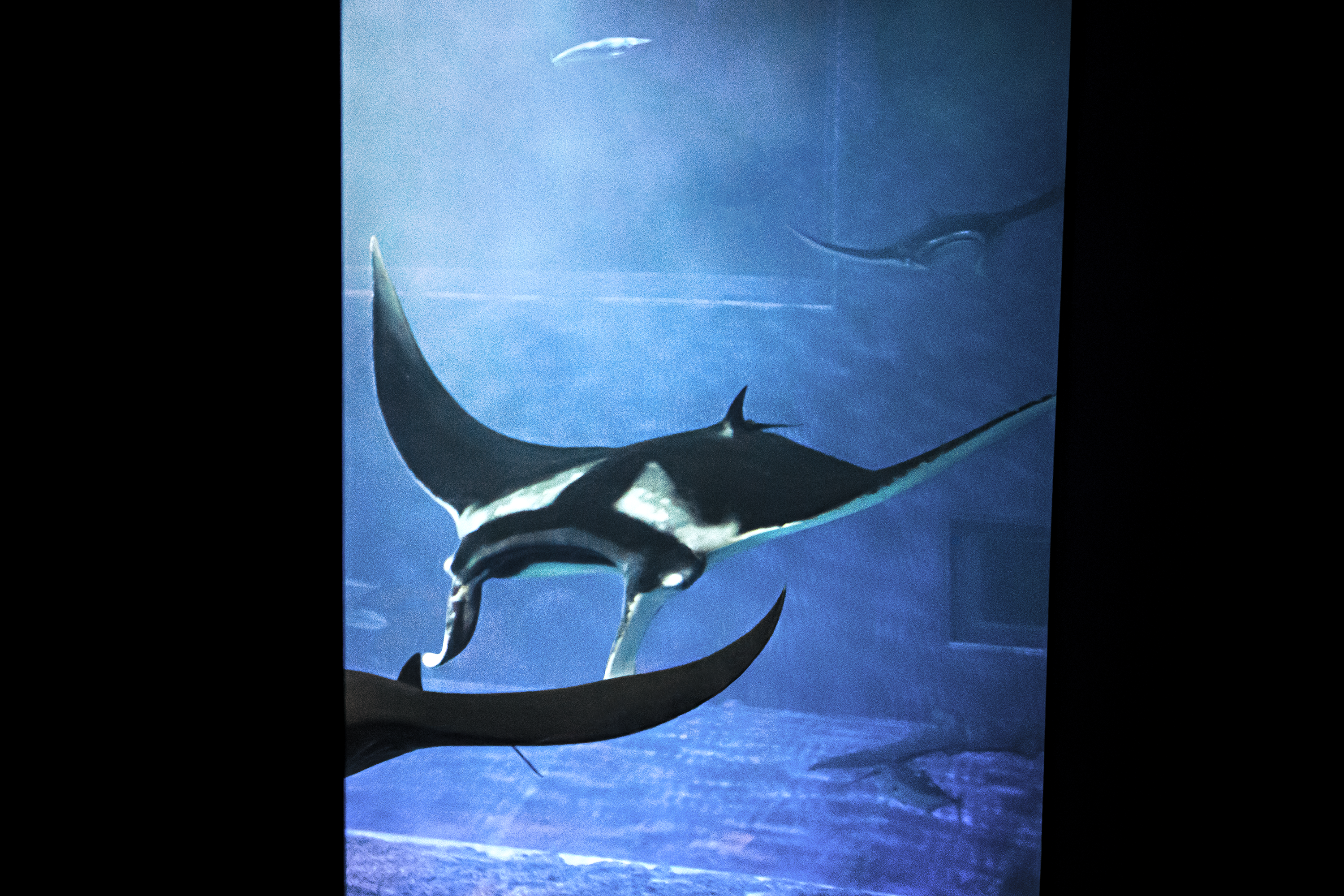
沖縄美ら海水族館で飼育されているオニイトマキエイ

食用とされたり、皮革が利用されることもある。鰓板が漢方薬になると信じられていることもある。
食用や薬用目的の漁業、漁業による混獲などにより、生息数は減少している。沿岸開発による幼魚の成育場所の破壊、海洋汚染、原油流出、船舶との衝突、気候変動などによる影響も懸念されている。2013年にオニイトマキエイ属単位で、ワシントン条約附属書IIに掲載されている。
情報不足（DD）（環境省レッドリスト）。
ダイバーの間では非常に高い人気を誇る。性格はおとなしく、好奇心が旺盛で人懐っこい。場所によっては生息密度も高く、ダイビングの経験が少なくても、大きなオニイトマキエイとの海中遊泳を比較的手軽に楽しむことができる。
オニイトマキエイやナンヨウマンタのような大型魚類を飼うにはかなりの広いスペースが必要だが、水族館の大型水槽展示が普及するにつれ、飼育・展示することも可能になってきている。2009年以降、オニイトマキエイとナンヨウマンタの二種に分別されるようになった結果水族館で飼育されている種がナンヨウマンタと判明し、これまでオニイトマキエイの飼育記録はないとされていたが、2018年11月に沖縄美ら海水族館が世界で初めてオニイトマキエイの飼育・展示に成功したと発表した。オニイトマキエイは体盤幅が4.6mあり遊泳力が強く、水族館への搬送の前例が無い為従来の輸送方法では失敗するリスクが高いとされた為輸送用にオニイトマキエイ用の特注水槽を用意し、調査研究を基に飼育方法を検討し曳航生簀(直径 25m、水深 6m)での大海原からの搬送や飼育に半年以上の時間を掛けてオニイトマキエイを美ら海水族館の「黒潮の海」水槽に搬入した。
大きな体格、ゆったりした遊泳速度、海面近くを泳ぐ性質のため、本種は漁師の格好の標的となりやすい。フィリピン、メキシコ、モザンビーク、マダガスカル、インド、スリランカ、ブラジル、タンザニア、インドネシアでは漁獲されている。地元では、主にヒレ、皮、肝臓、肉、鰓弁が消費されているが、近年東洋医学の薬剤として乾燥したオニイトマキエイの鰓弁の需要が高まっており、東南アジアと東アフリカにおける漁の性質が自給から商業ベースに変化してきている。マグロなど他の魚を対象とした網にかかったり、サメ除けのネットにからまって命を落とすこともある。
本種の漁獲が行われている南シナ海、フィリピン海、スールー海、メキシコの西海岸、スリランカ、インド、インドネシアでは、個体数の減少が報告されている。繁殖、出産、幼魚の成長に欠かせない沿岸域での漁業、水質汚染、沿岸の開発、エコツーリズムが個体群に与える影響はよくわかっていない。一回の産仔数が少なく、繁殖力が弱いことから、一度、個体群数が下落すると、回復には時間がかかると推測される。ハワイ諸島やヤップ島付近に生息する個体群は生息域から遠くに移動しないことがわかっており、局地的に絶滅の危機に陥った場合、別の個体群からの個体の移入によって個体群が自然に復活することは難しいと考えられる。